# Функциональная грамматика
Функциона́льная грамма́тика — направление лингвистики, в основе которого лежит изучение универсальных категорий языка. Это грамматика, нацеленная на изучение и описание функций единиц строя языка и закономерностей функционирования этих единиц во взаимодействии с разноуровневыми элементами окружающей среды. Грамматика данного типа рассматривает в единой системе средства, относящиеся к разным ярусам языка, но объединённые на основе общности их семантических функций. При анализе языкового материала используется подход «от семантики к её формальному выражению» («от функций к средствам», так называемый ономасиологический подход) как основной, определяющий построение грамматики, в сочетании с подходом «от формы к семантике» («от средств к функциям»). Необходимо отметить, что объектом исследования в функциональной грамматике являются не только факты собственно грамматики в её традиционном понимании (морфология и синтаксис), но и единицы других уровней языка (лексики и словообразования).

## Основные понятия
Основными понятиями функциональной грамматики являются семантическая категория (функционально-семантическая категория) и функционально-семантическое поле. К лежащим в области изучения функциональной грамматики полям относятся такие, как поле интенсивности, локативности, темпоральности, компаративности, посессивности и др.
Основные принципы функциональной грамматики изложены в работах А. В. Бондарко и коллективных монографиях возглавляемой им группы исследователей.